# Pyrocoelia kanamarui
Pyrocoelia kanamarui là một loài bọ cánh cứng trong họ Đom đóm (Lampyridae). Loài này được Kishida miêu tả khoa học năm 1936.